# USJA Carquefou
Die Union Sportive Jeanne d’Arc Carquefou oder kurz USJA Carquefou ist ein Sportverein aus Carquefou, einer selbständigen Gemeinde am nordöstlichen Stadtrand von Nantes. Überregionale Bekanntheit hat der Klub durch seine Fußballabteilung erlangt.

## Geschichte
Die USJAC ist aus dem 1922 gegründeten, anfangs dem Sportverband der katholischen Kirche angeschlossenen Verein Jeanne d’Arc de Carquefou hervorgegangen, in dem 1939 eine Fußballabteilung entstand. Den Namen der französischen Nationalheldin Jeanne d’Arc tragen in Frankreich etliche Vereine. Nach seiner Fusion mit der US de Carquefou im Jahr 1942 nahm der Klub seinen bis ins 21. Jahrhundert gültigen Namen an.
Die Vereinsfarben sind Grün und Weiß. Die Fußballer tragen ihre Heimspiele im Stade du Moulin Boisseau aus, das eine Kapazität von 7.000 Zuschauern aufweist. Die Ligamannschaft wird trainiert von Denis Renaud.
(Stand: Juni 2012)

## Ligazugehörigkeit und Erfolge
Professionellen Status hat die USJAC bisher noch nie besessen. Die Fußballer des Vereins spielten bis Anfang der 1990er Jahre ausschließlich in unteren regionalen Ligen. 1993 stiegen sie erstmals in die Division d’Honneur, die höchste regionale, und ein Jahr später in die landesweite Amateurspielklasse CFA 2 auf. In der Folgezeit pendelte die USJA zwischen fünfter und vierter Liga. 2012 gelang ihr zum ersten Mal in der Vereinsgeschichte der sportliche Aufstieg in die semiprofessionelle dritthöchste Spielklasse, dem 2014 aus finanziellen Gründen der Rückzug in die Sechstklassigkeit folgte.
Erfolgreicher war der Verein im Pokalwettbewerb um die Coupe de France. 1994, 1997, 1998 und 2003 war ihm jeweils der Einzug in die landesweite Hauptrunde gelungen, wo im Zweiunddreißigstelfinale allerdings sogleich das Pokal-Aus erfolgte. 2008 hingegen setzten sich die damals fünftklassigen Fußballer nacheinander gegen Zweitligist FC Gueugnon und die Erstligisten AS Nancy und Olympique Marseille durch, ehe sie in der Runde der besten acht Teams gegen Paris Saint-Germain mit 0:1 unterlagen. Die Spiele gegen Marseille und Paris sahen jeweils gut 36.000 Zuschauer im Stade Louis-Fonteneau von Nantes. France Football widmete damals dem Erfolgsparcours der US Jeanne d’Arc Carquefou eine Titelgeschichte.